# Bảo tàng Rừng và Gỗ ở Rogów
Bảo tàng Rừng và Gỗ ở Rogów (tiếng Ba Lan: Muzeum Lasu i Drewna w Rogowie) là một bảo tàng tọa lạc tại số 20 Phố Akademicka, làng Rogów, huyện Brzeziny, tỉnh Łódzkie, Ba Lan. Bảo tàng hoạt động trong cơ cấu tổ chức của Trung tâm Giáo dục Thiên nhiên và Rừng trực thuộc Đại học Khoa học Đời sống Warsaw. Trụ sở của Bảo tàng nằm trong khuôn viên của Trạm Thực nghiệm Rừng.

## Lược sử hình thành
Việc thu thập các bộ sưu tập của Bảo tàng Rừng và Gỗ ở Rogó bắt đầu từ những năm 1950 theo khởi xướng của giáo sư Franciszek Krzysik. Ban đầu, bộ sưu tập chỉ phục vụ sinh viên và giảng viên Khoa Lâm nghiệp của Đại học Khoa học Đời sống Warsaw, về sau mới bắt đầu phục vụ khách tham quan.

## Triển lãm

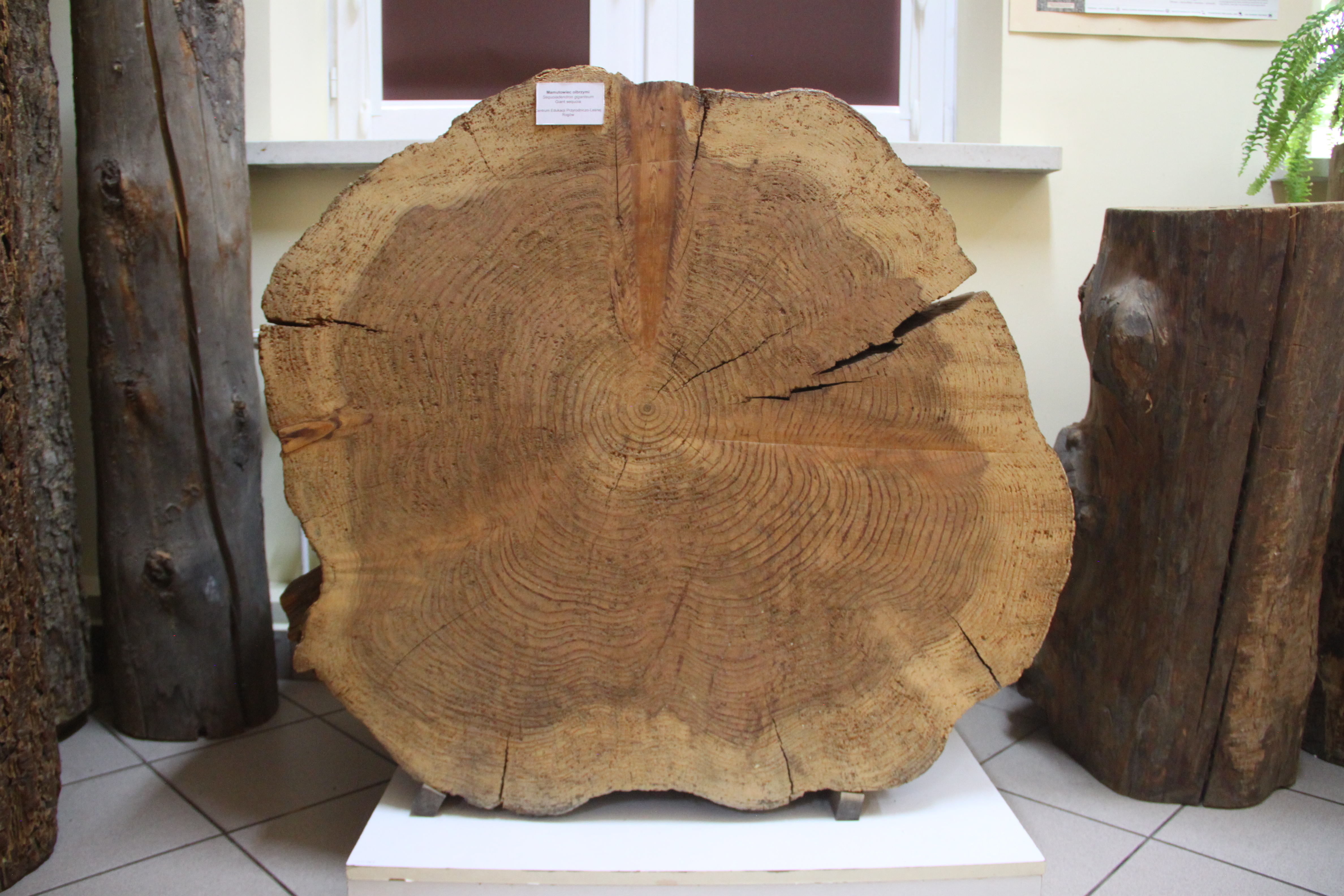
Triển lãm trong Bảo tàng

Bộ sưu tập của Bảo tàng Rừng và Gỗ ở Rogó hiện đang bao gồm các triển lãm động vật (động vật có vú, chim, côn trùng, hóa thạch, tổ), rừng và thực vật hóa thạch (cây, nấm). Trong đó, Bảo tàng có khoảng 460 mẫu vật các loài chim và động vật có vú (bao gồm một bộ sưu tập dơi phong phú) và bộ sưu tập gạc, và khoảng 350 mẫu gỗ (xyloteka) và các mẫu thực vật. Bảo tàng còn giới thiệu các loại bệnh và ký sinh trùng của cây.
Bên cạnh các hoạt động triển lãm, Bảo tàng còn cung cấp các dịch vụ giáo dục.

## Giờ mở cửa
Bảo tàng Rừng và Gỗ ở Rogó whoạt động quanh năm, mở cửa vào các ngày làm việc (từ tháng 9 đến tháng 4), và mở cửa tất cả các ngày trong tuần và ngày lễ (từ tháng 5 đến tháng 10). Khách tham quan phải trả phí vào cửa.